# Réception dans l'ordre de la Légion d'honneur ou du Mérite
La réception dans l'ordre de la Légion d'honneur ou du Mérite est le moment où une personne entre dans l'ordre national de la Légion d'honneur ou l'ordre national du Mérite.

## Définitions
Les définitions qui suivent sont communes à l'ordre national de la Légion d'honneur et à l'ordre national du Mérite.

### Qualification de «chevalier»
Une personne peut être qualifiée de « chevalier de la Légion d'honneur » ou « chevalier du Mérite » si elle fait partie de l'ordre et donc si elle a été « faite chevalier de l'ordre » lors d'une « réception dans l'ordre » où lui sont remis les insignes de son grade de chevalier.
Pour cela, il faut qu'au préalable, elle ait été « nommée au grade de chevalier dans l'ordre ».

### «Être nommé» et «Être fait»
Lorsqu'une personne est « nommée au grade de chevalier dans l'ordre », l'information est publiée au Journal officiel de la République française. La source est donc officielle et facile à référencer.
Ensuite cette personne fait (ou ne fait pas) la démarche de recevoir les insignes (on écrit parfois « être décorée »).
Dans le cas général, le délai entre la nomination et la remise des insignes est de quelques mois. Il peut être nul (par exemple en cas post mortem) voire prendre plusieurs années comme Jean-Louis Borloo nommé au grade de chevalier dans l'ordre national de la Légion d'honneur le 11 juillet 2014 et fait chevalier le 20 décembre 2023.
Lors de la remise des insignes (c.-à-d. « de la décoration »), après avoir payé des « droits de chancellerie », la personne est « faite chevalier de l'ordre » et à partir de ce moment, elle fait partie de l'ordre.
La différence entre ces deux expressions est importante car : 
- la personne peut refuser de recevoir la décoration (cf. Catégorie:Personnalité ayant refusé la Légion d'honneur) : ces personnes ont été nommées au grade de chevalier dans l'ordre mais n'ont pas désiré faire partie de l'ordre ;
- la personne peut être empêchée de recevoir la décoration (par exemple mourir avant la remise de décoration[a], report de cette remise pour différentes raisons, etc.).

Nota : si plus tard la personne est promue au grade d'officier, alors le Journal officiel de la République française indique la date où la personne a été « faite chevalier », ce qui permet de référencer cette date, mais cela ne concerne que les 421 personnes promues chaque année au grade d'officier en regard des 2 110 personnes nommées chaque année au grade de chevalier.

## Passage d'un grade à l'autre

### Cas général
Dans le cas général, une personne est nommée au grade de chevalier dans l'ordre, puis faite chevalier de l'ordre (quand elle reçoit la décoration), puis promue au grade d'officier dans l'ordre, puis faite officier de l'ordre (quand elle reçoit la décoration), puis promue au grade de commandeur dans l'ordre, puis faite commandeur de l'ordre (quand elle reçoit la décoration), puis élevée à la dignité de grand officier, puis faite grand officier (quand elle reçoit la décoration), puis élevée à la dignité de grand-croix puis faite grand-croix (quand elle reçoit la décoration).
Nota : les appellations de grade « chevalier / officier / commandeur / grand officier » sont invariables lorsqu'elles sont attribut du sujet ou du complément d'objet direct, que la personne soit de sexe masculin ou féminin.

### Cas particuliers
Il existe toutefois des cas particuliers :
- alors qu'elle n'a pas été nommée au grade de chevalier ni donc faite chevalier (et donc qu'elle ne fait pas partie de l'ordre), la personne peut directement être nommée au grade d'officier : c'est le cas par exemple de Véronique Cayla nommée au grade d'officier dans l'ordre national du Mérite sans avoir au préalable été nommée au grade de chevalier ni faite chevalier de l'ordre[5], ou encore directement nommée au grade de commandeur comme la journaliste Sylvie Pierre-Brossolette[6] ou encore la prix Nobel Esther Duflo[7] ;
- alors qu'elle a été faite chevalier, la personne peut être directement promue au grade de commandeur sans passer par le grade d'officier : c'est le cas par exemple de Dominique Costagliola faite chevalier de l'ordre national du Mérite le 9 avril 1996 puis directement promue au grade de commandeur dans l'ordre le 31 décembre 2020[8] ou encore le cas du prix Nobel Gao Xingjian nommé au grade de chevalier dans l'ordre national de la Légion d'honneur en 2000, fait chevalier le 25 février 2002 puis directement promu au grade de commandeur dans l'ordre le 6 avril 2022[9]
- certaines fonctions entraînent ex officio l'appartenance à l'ordre : par exemple, le président de la République française, ou sous les régimes antérieurs le premier Consul, l'empereur, le Roi, ou tout autre chef d'État de la France, reçu grand-maître de l'ordre national de la Légion d'honneur dans une cérémonie qui suit de peu son entrée en fonction et le restant jusqu'à celle de son successeur, en reste grand-croix toute sa vie (sauf bien sûr, et c'est rarissime, déchéance pour action déshonorante).

Un cas très singulier est celui de Simone Veil : le 31 décembre 2008, elle est directement « élevée à la dignité de grand officier » dans l'ordre national de la Légion d'honneur au titre de « ancien ministre, ancien membre du Conseil constitutionnel, membre de l'Académie française ; 51 ans d'activités professionnelles, de services civils et de fonctions électives », décoration qu'elle reçoit le 21 avril 2009 puis « élevée à la dignité de grand-croix » le 13 juillet 2012 au titre de « ancienne ministre, ancienne présidente du Parlement européen, ancienne membre du Conseil constitutionnel, membre de l'Académie française », décoration remise le 10 septembre 2012. Selon Le Figaro, c'est à la demande expresse de Roselyne Bachelot et avec l'accord de Nicolas Sarkozy, que le Code de la Légion d'honneur, de la médaille militaire et de l'ordre national du Mérite a été modifié, quelques semaines avant la promotion de Simone Veil, afin de lui permettre d'accéder directement à cette distinction sans passer par les grades inférieurs, distinction qu'elle avait refusée dans les années 1990 pour raisons personnelles,.

### Délai
En général, le délai entre deux promotions est de plusieurs années. Mais « à titre exceptionnel », ce délai peut être beaucoup plus court. 
Ainsi, le haut fonctionnaire Marc Guillaume est promu au grade de commandeur dans l'ordre national de la Légion d'honneur le 29 décembre 2022, fait commandeur le 23 juin 2023, puis élevé à la dignité de grand officier dans l'ordre, « à titre exceptionnel » dès le 29 janvier 2025.